# Ударне ядро

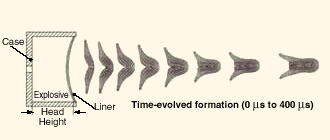
Стадії формування ударного ядра

Процес формування ударного ядра (кліп)

Ударне ядро — спеціальний тип уражальної бойової частини артилерійського снаряда (міни), заснований на кумулятивному ефекті дії боєприпасу. Формування ударного ядра здійснюється шляхом «вивертання» за допомогою вибухової речовини «кумулятивного» облицювання й подальшого його обтиснення в радіальному напрямку з отриманням компактного елемента. Ударне ядро після вибуху формується не відразу, а на деякій відстані від лицьової частини БЧ, яке становить для різних зразків зброї від 40 см до 10-20 м. В умовах статичних підривів бойової частини з використанням для прицілювання лазера встановлена висока точність влучення ударного ядра на дистанції до 100 м. Якщо в класичний кумулятивний струмінь переходить 10 % маси кумулятивного облицювання, то в ударне ядро — практично вся її маса. Параметри вражаючої дії ударного ядра визначаються бронепробивність і заброньовою дією, а не величиною кінетичної енергії в джоулях.
Призначений для ураження всіх типів броньованої техніки противника.